# Мирза Гулам Ахмад
Мирза́ Гула́м Ахма́д (урду مرزا غلام احمد‎‎, хинди मिर्ज़ा ग़ुलाम अहमद; 13 февраля 1835 (14 шаваля 1250 года по хиджре) —  26 мая 1908 (24 рабийюль сани 1326 года по хиджре)) — индийский и британский религиозный деятель, основатель Aхмадийского движения в исламе. Он выдвинул притязание на титул «Муджаддида» (божественный реформатор) XIV века ислама, а также Обетованного Мессии и Имама Махди. Его последователи называют себя мусульманами — ахмади. Мирза Гулам Ахмад заявил, что Иисус (или Иса), выжил после распятия и отправился в Кашмир (Индия), где и умер естественной смертью. Он утверждал, что Бог назначил его Мессией, в духе и силе Иисуса. Представители других направлений Ислама считают Мирзу Гулама Ахмада еретиком, утверждая, что он выдвинул притязание на сан пророка, не принесшего новый религиозный закон. Все мусульмане других течений ислама верят в то, что после пророка Мухаммада не должно было быть пророка.
Мирза Гулам Ахмад много путешествовал, проповедуя свои религиозные идеи, и завоевал широкую популярность в Индии. Миссией движения, по его словам, было распространение ислама в его нетронутом виде. Усилия Мирзы Гулама Ахмада привели к появлению того, что известно сегодня как Ахмадийская мусульманская община. Многие люди стали его последователями ещё при его жизни. Он получил известность, принимая участие в различных дебатах и диалогах с христианскими миссионерами, мусульманскими учёными и индуистскими священниками. 23 марта 1889 года Мирза Гулам Ахмад основал Ахмадийское движение в исламе. Миссия Ахмадийского движения в исламе, согласно его убеждениям, заключалась в возрождении и распространении ислама в его первозданной чистоте.

## Молодость и образование
Мирза Гулам Ахмад родился 13 февраля 1835 г. (или 14 шавалля 1250 г. по хиджре) в Кадиане (Индия) — посёлке, что в 17 километрах к востоку от железнодорожной станции Батала, в 56 км от Амритсара и в 112 км от Лахора. Его отца звали Мирза Гулам Муртаза, и он происходил из могольской семьи (индийские уйгуры), которая была одной из наиболее уважаемых семей в регионе. Более того, семья Мирзы Гулама Ахмада восходит к роду Барлас, 200 лет правившему в г. Кеш (ныне в округе Шахризабза в Узбекистане). Он родился в период правления Махараджи Раджита Сингха. Коран, арабскую грамматику и персидский язык он изучал под руководством учителя Фазиля Иляхи. В возрасте 10 лет, его учителем стал человек по имени Фазл Ахмад. В возрасте с 17 до 18 лет, его обучал учитель по имени Гул Али Шах. Кроме этого, он изучил несколько работ по медицине под руководством своего отца, Мирзы Гулама Муртазы, который имел глубокие познания в медицине.
В середине XIX века, христианство интенсивно распространялось по всей Индии. С 1864 по 1868 гг., по желанию своего отца, Мирза Гулам Ахмад работал служащим суда в Сиалкоте. В те времена, в Индии, имело место сильное антибританское движение. Многие мусульманские лидеры призывали народ к вооруженному джихаду и почти каждая мусульманская община, кроме Мирзы Гулама Ахмада поддерживала этот призыв к вооружённому джихаду.
После 1868 года он вернулся в Кадиан, и в соответствии с пожеланием своего отца, ему было поручено заниматься некоторыми делами, которые были связаны с недвижимостью его семьи. В течение всего этого времени, Мирза Гулам Ахмад получил известность как аскет. Большую часть своего времени он проводил в уединении, молясь в местной мечети, изучая Коран и другие религиозные книги. Он проводил дебаты с христианскими миссионерами в защиту ислама против их критики. Он часто противостоял им в публичных дебатах в городе Батала. В 1886 году, некоторые руководители Арья-самадж провели дебаты с Мирзой Гулам Ахмадом о правдивости ислама и попросили его принести доказательства относительно того, что Ислам является живой религией. Для того чтобы вознести особые молитвы и с целью обретения дальнейшего божественного руководства, Мирза Гулам Ахмад, следуя божественному повелению отправился в Хошиарпур. Здесь он провел сорок дней в уединении, и практиковал ритуал под названием «чилля нашини». Он путешествовал в сопровождении трех спутников и жил в небольшом двухэтажном доме одного из своих последователей. В этот период он постоянно находился один в своей комнате. Его товарищи, молча, приносили ему еду и не говорили ему не слова, поскольку он всё время молился и был занят богослужением. Он выходил из дома только для совершения пятничной молитвы в заброшенной мечети. Именно в этот период он объявил о том, что Бог послал ему радостную весть об Обетованном сыне, который станет известным во всём мире.

### Принятие обета верности (Байят)

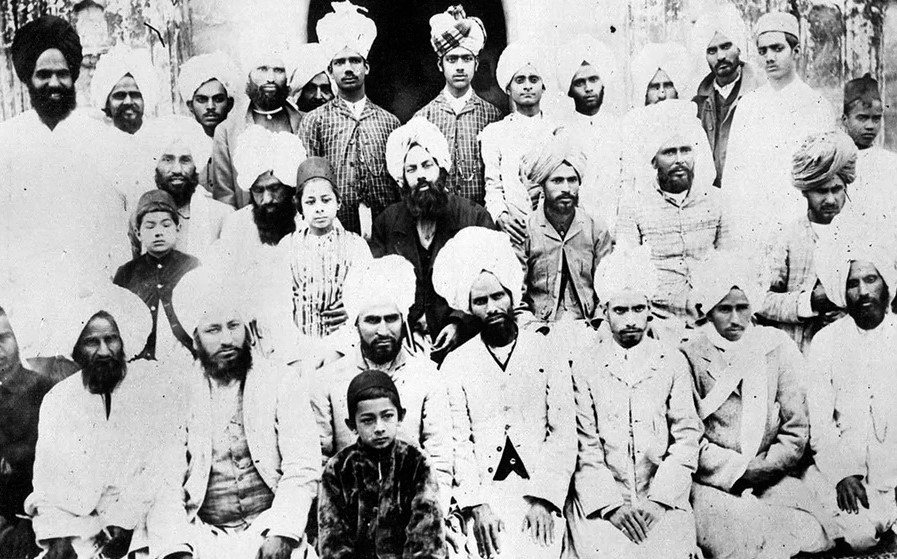
Мирза Гулам Ахмад (сидит в центре) с некоторыми товарищами по Кадиану, 1889 год.

В 1882 году Мирза Гулам Ахмад объявил о том, что Аллах назначил его божественным реформатором. Однако он ещё не принимал обет верности своих последователей. В декабре 1888 года, он объявил о том, что Аллах повелел ему принимать обет верности у своих последователей. В январе 1889 года он опубликовал брошюру, в которой изложил 10 условий обета верности, которые должны были соблюдать его последователи в течение всей своей жизни. 23 марта 1889 года, он основал Ахмадийскую мусульманскую общину. В этот день 40 его последователей принесли ему свой обет верности. Обет верности заключается в формальном сцеплении рук и в произнесении клятвы верности, хотя физический контакт не всегда необходим. Это метод принесения обета верности сохранялся до конца его жизни и был продолжен его преемниками.

### Его притязания
Мирза Гулам Ахмад притязал на роль Обетованного Мессии и Обещанного Махди, а не полководца в лице Иисуса Христа, как полагают многие мусульмане. Он утверждал, что пророчества всех мировых религий о втором пришествии их основателей, исполнились в его лице. Эта его концепция вызывала большой спор, особенно среди мусульманского и христианского духовенства. Последователи Мирзы Гулама Ахмада утверждают, что он никогда не говорил о том, что является тем же физическим Иисусом, который жил 19 веков назад. Мирза Гулам Ахмад заявил о том, что Иисус умер естественной смертью. Это противоречило традиционным мусульманским и христианским убеждениям. Традиционные мусульмане верят в физическое вознесение Иисуса, точно также и христиане верят в его физическое вознесение после смерти через распятие. Мирза Гулам Ахмад писал в своих книгах о том, что в настоящее время Ислам деградирует и это опасно для выживания самого ислама. Он писал, что ислам испытывает нужду в пришествие Мессии. Он писал, что Обетованный Мессия и Имам Махди должен был появиться спустя 14 веков после пророка Мухаммада, подобно тому как Иисус появился спустя 14 веков после пророка Моисея. В своей книге «Тазкира» он описал исполнение своих различных пророчеств. Он перечислил в ней ряд пророчеств из Корана и хадисов, имеющих отношение к состоянию эпохи Имама Махди и его пришествию. Он утверждал, что все признаки, указанные в этих пророчествах относятся к нему и его эпохе. Эти пророчества включили в себя его физическое описание и проявление других признаков. Некоторые из них были описаны подробным образом. К примеру, пророчества относительно некоторых мировых событий, которые уже исполнились, а также некоторые пророчества, которые очень понятно описали нравственное, политическое, социальное, экономическое состояние мусульманских народов. Также Мирза Гулам Ахмад провозгласил себя Муджажидом (Божественным реформатором) 14-го исламского века. Он утверждал, что Иса на самом деле пережил распятие и скончался естественной смертью, после того, как мигрировал в г. Сринагар, столицу Кашмира в Индии.
Мирза утверждал, что появился в духе и силе Иисуса, и что Мессия и Имам Махди два названия одного и того же лица. Такие заявления вызвали серьёзную обеспокоенность в мусульманских религиозных кругах. В соответствии с установленной мусульманской теологической позицией, Иисус, будучи живым, поднялся на небо, и вернется перед Судным днём, а имам Махди и Иисус были двумя разными личностями. К утверждениям Мирзы отнеслись, как к отходу от мусульманской веры, так как он отрицал Мухаммада как последнего представителя цепочки пророков.
Со временем Хазрат Мирза Гулам Ахмад выдвинул притязание на божественное реформаторство своей эпохи. В своей известной книге под названием «Барахинэ Ахмадийя», он объявил себя Обетованным Мессией Ислама. Традиционные мусульмане утверждают, что пророк Иисус вернётся обратно перед наступлением Судного Дня. Однако Мирза Гулам Ахмад утверждал о том, что пророк Иисус выжил после распятия и переселился в Кашмир (Индия), где умер естественной смертью, дожив до 120 лет. Он был похоронен в Кашмире в квартале «Ханьяр». Согласно убеждениям Хазрата Мирзы Гулама Ахмада, Обещанный Махди должен был иметь духовное сходство с пророком Иисусом, а не быть полководцем в его лице, как полагают многие мусульмане. Он также отверг идею вооружённого джихада и утверждал о том, что в эту эпоху отсутствуют условия для ведения такого вида джихада. Он утверждал о том, что в эту эпоху в защиту ислама следует вести джихад посредством пера и языка, а не посредством меча. Хазрат Мирза Гулам Ахмад написал две книги «Тохфа кайсарийя» и «Ситара кайсарийя». Посредством этих книг он призвал королеву Великобритании Викторию принять ислам и отказаться от христианства.

### Реакция богословов
Некоторые богословы выступали против него. Они часто клеймили его как еретика. В то же время, многие религиозные деятели, к примеру, такие как сэр Сайид Ахмад Хан, Мауляна Абуль Калам Азад, ценили его как защитника ислама. После его смерти, в связи с его отказом от идеи вооружённого джихада, противники обвинили его в пособничестве английскому правительству. В то время на сан Имама Махди притязал и Махди Суданский (Мухаммад Ахмад).
После его притязаний на сан Обетованного Мессии и Имама Махди, один из его противников подготовил вердикт, объявив его «кяфиром» (неверным), обманщиком и лжецом. Этот вердикт давал право на его убийство, а также на убийство его последователей. Автор этого вердикта проехал всю Индию и 200 религиозных учёных подписались под его вердиктом.
Несколько лет спустя известный мусульманский лидер и учёный Ахмад Раза Хан отправился в Хиджаз для того чтобы спросить мнение видных богословов Мекки и Медины относительно Мирзы Гулама Ахмада. Он опубликовал мнения этих богословов в своей книге «Хасамуль харамайн» («Меч двух святилищ для уничтожения богохульства и лжи»). Согласно единогласному мнению 34 богословов, Хазрат Мирза Гулам Ахмад был объявлен отступником и богохульником. Согласно их мнению он должен был быть арестован, и подвергнут наказанию.

### Путешествие в Дели

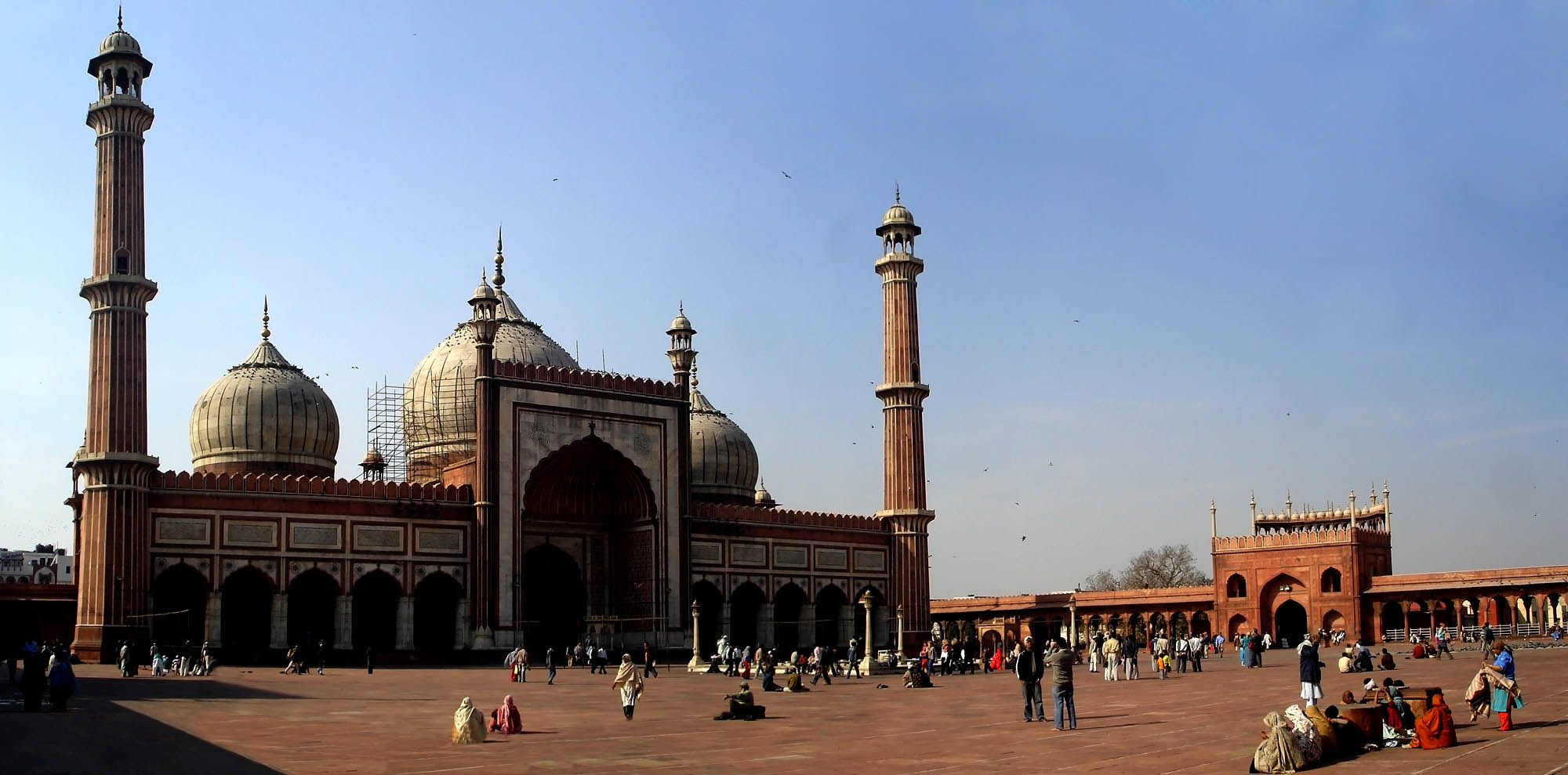
Соборная мечеть Дели.

В 1892 году Мирза Гулам Ахмад отправился в Дели, который в те времена, считался центром религиозного образования и домом многих видных религиозных лидеров. Он отправился туда с целью разъяснения правдивости своих притязаний. Он опубликовал брошюру, в которой призвал богословов принять участие в его публичных дебатах относительно жизни и смерти пророка Иисуса. Среди богословов, которым он бросил вызов, был и Маульви Сайид Назир Хусейн (1805—1901 гг.). Он был одним из видных богословов Дели. Мирза Гулам Ахмад предложил три условия, необходимые для этой дискуссии:
- На этих дебатах, в целях поддержания мира, должна была присутствовать полиция
- Дебаты должны были вестись в письменной форме (в целях того, чтобы записи были сохранены)
- Дебаты должны были вестись относительно жизни и смерти пророка Иисуса.

В итоге, условия были приняты, и Мирза Гулам Ахмад отправился в соборную мечеть Дели. Он отправился в мечеть в сопровождении своих 12 последователей. Чтобы послушать эти дебаты, в соборной мечети Дели собралось около 5 тысяч человек. Перед началом дебатов условия были повторно обсуждены и противники пришли к выводу сменить тему дебатов. Они предложили вести дебаты не на тему жизни и смерти пророка Иисуса, а на тему притязания Мирзы Гулама Ахмада. Он разъяснял им о том, что его притязание можно обсуждать только после доказательства смерти пророка Иисуса, ибо многие люди убеждены в том, что он до сих пор жив, и должен спуститься на землю. Он говорил, если они докажут, что Иисус жив, его притязание на сан Обетованного Мессии, будет опровергнуто само по себе, поскольку он выдвинул притязание на сан Обетованного Мессии.
В это время толпа начала шуметь. Ему сообщили, что богословы с другой стороны стали говорить народу о том, что его убеждения противоречат исламской доктрине и поэтому он считается неверным. Они говорили, что он недостоин, дискутировать с ними, до тех пор, пока не разъяснит им своих убеждений. Хазрат Мирза Гулам Ахмад изложил концепцию своих верований в письменном виде, и оно было прочитано вслух, однако из-за шума толпы людей, оно было не услышано. Начальник полиции отдал приказ разогнать людей после того как увидел не контролируемую толпу и вероятность насильственных действий с её стороны. По этой причине эти дебаты не состоялись. Однако спустя несколько дней состоялись письменные дебаты между Хазратом Мирзой Гуламом Ахмадом и Маульви Мухаммадом Баширом из Бхопала. Материалы этих дебатов были опубликованы позднее. Хазрат Мирза Гулам Ахмад, в этот период своей жизни, много путешествовал по северной Индии. Он проводил различные дискуссии с различными влиятельными религиозными лидерами.

### Взывание к своим оппонентам
Хазрат Мирза Гулам Ахмад опубликовал книгу под названием «Небесный указ». В ней он призвал своих оппонентов к духовной дуэли, которая должна была решить, кто является мусульманином в глазах Всевышнего Аллаха. Всевышний Аллах изложил в Коране четыре критерия истинного мусульманина.
1. Настоящий верующий постоянно получает благую весть от Всевышнего Аллаха.
2. Ему даруется осведомлённость от Всевышнего Аллаха, касающаяся тайных дел и событий будущего мира.
3. Всевышний Аллах принимает большую часть его молитв.
4. Он глубже всех понимает истинный смысл Корана.

### Затмение луны и солнца

Небесное знамение

После его притязания на сан Обетованного Мессии и Имама Махди, его оппоненты требовали от него проявления небесных знаков, которые были в подробности описаны имамом Мухаммадом Аль Бакиром в VII веке. Он также был известен как Мухаммад бин Али. Он подробно описал признаки проявления Имама Махди. Хазрат Имам Мухаммад Бакир (сын Хазрата Имама Али Зайн аль — Абидина и внук Хазрата Имама Хусейна, повествует:

Воистину, для нашего Махди проявятся два знамения, которые не проявлялись со времён сотворения небес и земли. Луна затмится в первую ночь, солнце же затмится в середине (из отведённых ему дней); и знамения подобного рода не проявлялись со времён сотворения небес и земли".

Мусульмане — ахмади утверждают, что это пророчество исполнилось в 1894—1895 годах, почти спустя три года после объявления притязания Мирзы Гулама Ахмада на сан Обетованного Мессии и Имама Махди. Это затмение луны и солнца произошло в 1894 году в месяц «Рамазан». Хазрат Мирза Гулам Ахмад заявил, что это знамение было проявлено в подтверждение истинности пророчества пророка Мухаммада. Позднее это знамение столкнулось с сильной критикой со стороны исламских богословов и тех, кто прекрасно разбирался в науке мусульманских преданий. Критики Хазрата Мирзы Гулама Ахмада утверждали о слабости этого предания и об отсутствие цепи его передатчиков. Они утверждали, что это предание не относится к пророку Мухаммаду.
Мусульмане — ахмади утверждают, что, от имамов, являвшихся «людьми дома пророка Мухаммада, достоверность повествований не требовалась ввиду их правдивости, авторитета и занимаемого ими положения. Однако это вовсе не означает, что высказывания, сделанные ими, приписывались пророку Мухаммаду без определения степени их достоверности. Даже сам Имам Бакир назвал повествуемые им хадисы без приведения цепочки их передатчиков, доходящей до пророка Мухаммада, подчинёнными следующему устойчивому принципу: „Когда я повествую какой-либо хадис, и не называю наряду с ним его источник, то источник в этом случае выглядит следующим образом: этот хадис рассказал мне мой достопочтенный родитель (‘Али Зайн-уль-‘Абидийн), ему — мой известный предок Имам Хуссайн, а ему — его блистательный предок пророк Мухаммад, и, наконец, ему рассказал его архангел Джибрил, тогда как самому Джибрилу, соизволил изречь Сам Владыка мира, то есть Господь“
Тем не менее мусульмане — ахмади утверждают, что история ещё не знает такого знамения затмения луны и солнца, которое произошло в подтверждение истинности какого-либо человека. Ни один человек, до Хазрата Мирзы Гулама Ахмада, не притязал на проявление знамения затмения луны и солнца в подтверждение своей истинности. Хазрат Мирза Гулам Ахмад был единственным, кто выдвинул свои притязания на сан Обетованного Мессии и Имама Махди, в период проявления этого знамения. Такое же затмение произошло и после его смерти. На проявление этого знамения в свою пользу выдвигали притязание и другие люди, тем не менее их притязания не были подтверждены мусульманскими преданиями. В преданиях было сказано о том, что такого знамения не было со дня сотворения небес и земли, и оно уже было проявлено в подтверждение истинности Хазрата Мирзы Гулама Ахмада. Хазрат Мирза Гулам Ахмад заявляет:
„За прошедшие тысячу триста лет многие люди претендовали на роль Махди, однако, ни для одного из них это небесное знамение явлено не было… Клянусь Богом, в руках Которого моя жизнь, что Он показал это знамение на небесах в подтверждение моей истинности“
Кроме того, это знамение было упомянуто в других религиозных книгах, таких как Коран, Библия и других свитках. Факт того, что он выдвинул притязание в период проявления этого знамения, лишний раз подтверждает истинность этого предания. Также это знамение было упомянуто в письмах „Раббани“ Ахмада Сирхинди.
Подобные затмения(13 и 28 Рамадана 1267 года хиджры) были зафиксированы через месяц после мученической смерти Баба. Также это было зафиксировано во времена Бахауллы
солнечное 07 — 13 — 1851 (13 Рамадана 1267 года хиджры)
лунное 07 — 28 — 1851 (28 Рамадана 1267 года хиджры)
солнечное 11 — 15 — 1872 (13 Рамадана 1289 года хиджры)
лунное 11 — 30 — 1872 (28 Рамадана 1289 года хиджры)
http://www.irshad.org/exposed/eclipse.php

### Судебный процесс
В 1897 году христианский священник по имени Генрих Мартин Кларк инициировал судебный процесс против Хазрата Мирзы Гулама Ахмада. Он обвинил его в том, что Хазрат Мирза Гулам Ахмад посредством человека по имени Абдуль Хамид, пытался организовать его убийство. Этот судебный процесс проходил в Лудхияне под председательством капитана Монтегю Вильяма Дугласа. Однако его вина была не доказана, и капитан Дуглас вынес в отношении него оправдательный приговор.

### Проповедь — откровение
В 1900 году по случаю мусульманского праздника „Идуль Азхия“ Мирза Гулам Ахмад произнёс проповедь на арабском языке. В этой проповеди он разъяснил суть и философию пожертвования. Это событие отмечается как один из главных праздников в истории Ахмадийского движения в исламе. Эта проповедь писалась синхронно. Её записывали двое его верных последователей. Позднее она была опубликована в виде книги, и названа проповедью — откровением. В Ахмадийской литературе сообщается о том, что в момент произнесения этой проповеди его голос был изменён, и он находился в состоянии транса. Это происходило так, будто он был охвачен какой-то невидимой рукой. Его губы двигались под влиянием невидимой силы. После того, как он закончил свою проповедь, он совершил земной поклон в знак благодарности Всевышнему Аллаху. Вслед за ним также поступили и его последователи. Позднее Мирза Гулам Ахмад писал:

Это было подобно извергающему вулкану. Я не знал, кто говорил, я или ангел. Я высказывал фразы, и каждая высказанная мною фраза была для меня знамением Всевышнего Аллаха.

### Вызов Джона Александра Доуи на молитвенную дуэль
Джон Александр Доуи (англ. Dowie) выдвинул притязание на олицетворение второго пришествия пророка Илии. В 1899 году этот шотландский священнослужитель объявил себя предтечей второго пришествия пророка Иисуса. Начиная с 1903 по 1907 гг., между ними велась переписка. Мирза Гулам Ахмад вызвал его на молитвенную дуэль. Согласно этой дуэли, они оба должны были просить Всевышнего Аллаха о том, чтобы Всевышний Аллах выявил, кто из них является лжепророком. Мирза Гулам Ахмад, сказал:

Необходимо было узнать, чей Бог является истинным, мой Всевышний Аллах или Бог Доуи, который не должен пророчествовать об уничтожении всех мусульман. Вместо того чтобы пророчествовать об уничтожении всех мусульман, он должен пророчествовать о моём уничтожении. Мы оба должны просить Всевышнего Аллаха, чтобы Он уничтожил лжепророка при жизни истинного пророка.
Однако Джон Александр Доуи, не обращал внимания на вызов Мирзы Гулама Ахмада, называя его сумасшедшим Мухаммадийским Мессией. Дови ничего не написал в ответ на эту брошюру, однако продолжал молиться за поражение и гибель Ислама. Он даже возобновил свои нападки. 14 февраля 1903 года в своей газете он писал:
Я молюсь Богу, дабы ислам в скором времени исчез из мира. О Бог, услышь мою молитву! О Бог, уничтожь ислам.

5 августа 1903 года он писал: 
Это пятно на мантии человечества (ислам) встретит свой конец от рук Сиона.
Хазрат Мирза Сахиб видел, что Дови не проявляет, ни малейшего желания отступиться от своей враждебности, поэтому он издал следующую брошюру в том же 1903 году. Эта брошюра носила заглавие пророчества о Доуи и Пигго. Пигго был самозванцем, объявившемся в Англии. Мирза Гулам Ахмад в своей брошюре писал, что послан Богом ради нового подтверждения Его Единственности, ради того, чтобы положить конец всяким попыткам придавать этому Единственному Богу равных, а также оповещал, что у него есть Знамение для Америки. Знамение состояло в том, что если Доуи вступит с ним в молитвенное состязание и, по собственной воле или непреднамеренно, примет все условия этого состязания, тогда в течение жизни Хазрата Мирзы Сахиба Доуи покинет этот мир в великих страданиях и весьма жалким образом. Хазрат Мирза Сахиб далее говорил, что Доуи уже посылался вызов на подобное состязание, но Доуи не ответил на него. Теперь ему на раздумье выделялось ещё семь месяцев. В продолжение этого времени у него была возможность напечатать свой ответ на вызов. Брошюра завершалась словами: „Воистину, несчастья падут на основанный Доуи город Сион.“ В самом конце, не дожидаясь ответа Доуи, он вознёс молитву:
О Аллах, сделай так, чтобы лживость Доуи и Пигго вскоре стала явной для людей.
Эта брошюра была также напечатана на Западе большим тиражом. Американские и европейские газеты широко комментировали её. В британской Глазго Геральд и американской Нью-Йорк Коммершиал Эдверпгайзер были опубликованы тезисы этой брошюры. О вызове, содержащемся в ней, узнали миллионы людей. После выхода в свет второй брошюры Хазрата Мирзы Сахиба у Доуи спросили, почему он не отвечает индийскому Мессии. Доуи с презрением сказал:
В Индии живет мухамеданский Мессия, который упорно пишет мне о том, что Иисус лежит погребенным в Кашмире, и люди спрашивают, почему я не отвечаю ему. Неужели вы воображаете, что я стану отвечать подобным мелким червячкам и мошкам? Мне достаточно было бы наступить ногой, чтобы сокрушить их. Я просто даю им шанс улететь прочь и остаться в живых.
Доуи таким образом все-таки вступив в состязание с Хазратом Мирзой Сахибом, хотя он и утверждал обратное. Он забыл, что Хазрат Мирза Сахиб ясно написал, что если даже Доуи вступит в состязание непреднамеренно, он покинет этот мир в великих страданиях и нищете ещё при жизни Хазрата Мирзы Гулама Ахмада. Доуи изобразил Хазрата Мирзу Сахиба червём, которого он, Доуи, мог бы раздавить ногой. Этим самым Доуи вступил в состязание и навлек на себя Божье наказание. Тщеславие и самодовольство Доуи росли. Несколькими днями позднее он вновь обозвал Хазрата Мирзу Сахиба дурацким мухамеданским Мессией, и написал также: Если не я являюсь посланником Бога на Земле, то таких посланников нет вообще. В декабре 1903 года он открыто вступил в состязание. Он провозгласил, что ангел сообщил ему, что он пребудет победоносным перед лицом своих врагов. Это заявление было контр-пророчеством, предсказанием смерти Хазрата Мирзы Ахмада. Духовное состязание, которое развивалось постепенно, теперь предстало явным и открытым для всех. После этого последнего заявления Доуи Хазрат Мирза Сахиб не написал ничего и в соответствие с кораническим наставлением „И жди, как они ждут“ стал ожидать Божьего Суда. Мирза Гулам Ахмад предсказал в отношении него следующее — Он пытался избежать смерти, которая ожидала его. Ради этого он пытался избежать молитвенной дуэли, однако она была для него равносильна смерти. Бедствие постигнет его город Сион. Примет он этот вызов или нет, в любом случае, он увидит последствия этого вызова. Он покинет этот мир с огромной болью и печалью ещё при моей жизни.

Мирза Гулам Ахмад бросил ему этот вызов в сентябре 1902 года. В американском биографическом словаре было написано о том, что Доуи пытался восстановить свои права через суд, после антиправительственного мятежа, в котором принимала участие и его семья. Этот мятеж был подавлен и суд не принёс ему успеха. Он стал жертвой психического расстройства и стал одержим манией преследования. Он стал жертвой галлюцинаций и умер раньше Мирзы Гулама Ахмада в марте 1907 года. Газета Бостон Геральд написала:
Совершенная правда, что Хазрат Мирза Сахиб был намного старше Доуи. Поэтому у Доуи было больше шансов выжить, чем у Хазрата Мирзы Сахиба.Доуи умер, при том, что друзья отвернулись от него, и материальное благополучие его потерпело крах. Он претерпел мучения паралича и безумия. Он умер жалкой смертью, при том, что Сион пал в результате внутренних распрей. Мирза имеет право открыто выступить вперед и сказать, что он победил в этом состязании.

### Молитвенное состязание с христианской общиной агапемонитов
В сентябре 1902 года преподобный Джон Хью Смит — Пиготт (1852—1927) в Клептоне (Лондон) во время своей проповеди в церкви «Ковчег Завета» провозгласил себя мессией и богом. Эта церковь была построена общиной Агапемонитов, основателем которой был англиканский священник принц Генри Джеймс.
Когда эта весть о притязании достигла Индии, муфтий Мухаммад Садык — ученик Мирзы Гулама Ахмада, написал ему письмо, в котором попросил его дать более подробную информацию о его притязании. Пиготт не ответил сам, ответ был написан его и был послан ему вместе с двумя брошюрами. Одна из этих брошюр называлась «Ковчег Ноя». Мирза Гулам Ахмад написал ему о том, что такое кощунственное притязание не подобает человеку и в будущем он должен воздержаться от таких притязаний. Он предупредил, что в противном случае Бог уничтожит его. Это сообщение было отправлено ему в ноябре 1902 года.
Это предупреждение Мирзы Гулама Ахмада было опубликовано в американских и европейских газетах. Доктор Сачвисо — эксперт в области социологии и преподаватель университета Западной Англии, написал диссертацию об общине Агапемонитов, за что и получил докторскую степень в университете Рединга. В своей диссертации под названием «Введённые в заблуждение заключённые, неистовый Раверс и коммунисты: социологическое исследование Агапемонитов — секты викторианской эпохи Апокалипсиса», он пишет:

Мы можем увидеть следы деятельности Агапемонитов в Индии в 1902 году. В этом же году другой претендент на сан Мессии в Индии Мирза Гулам Ахмад — глава Кадиана (Пенджаб), опубликовал заявление, в котором предупредил Пиготта о том, что если он не воздержится от притязания на божественную сущность, то вскоре он будет уничтожен и превратится в пыль и кости.
— Доктор Джошуа Сачвисо «Введённые в заблуждение заключённые, неистовый Раверс и коммунисты: социологическое исследование Агапемонитов – секты викторианской эпохи Апокалипсиса» стр. 171.
Пророчество о Пиготте содержится в книге «Тазкира» (в ней собраны все откровения, сны и видения Мирзы Гулама Ахмада). Это пророчество гласит:

В четверг 20 ноября, когда он был сконцентрирован на мольбе в отношении Пиготта, он увидел в видении некоторые книги, на которых трижды было написано слово «Тасбих» (Вся святость принадлежит Аллаху). После этого он получил следующее откровение — Аллах суров в отместку. Они не действуют праведно.
— Мирза Гулам Ахмад, «Тазкира», стр. 531.
Разъясняя это откровение, Мирза Гулам Ахмад писал:

Это откровение показало, что нынешнее состояние Пиготта не совсем здорово или оно говорит о том, что в будущем он не покается. Это также может означать, что он не верит в Бога или то, что он солгал против Бога и это не приведёт его ни к чему хорошему. Часть откровения «Аллах суров в отместку» означает, что его конец будет ужасным, и он будет наказан Богом. Поистине, притязание на божественную сущность является большой дерзостью.
— Мирза Гулам Ахмад, «Тазкира», стр. 567.
Те, кто слышал притязания Пиготта, немедленно проявили реакцию гнева и насилия, что сделало невозможным его пребывание в Лондоне. После этого Пиготт переселился в Спахтон Сомерсет.

Исследователи отмечают, что после переезда в Спахтон, яркий Мессия из Клэптона стал тихим и нежным пастором Спахтона.
(Дональд Маккормик, «Храм любви», стр. 97, 1962 год, «Цитадель пресс», Нью-Йорк).
Далее писали: 

что Смит-Пиготт получил урок в Клэптоне. Он не желал со стороны внешнего мира в Сомерсетшире такой реакции, какую он получил в Клэптоне (Лондон). Переехав в деревню, он стал жить мирной жизнью и больше не притязал на роль Мессии.
— Дональд Маккормик, «Храм любви», стр. 95, 1962 год, «Цитадель пресс», Нью-Йорк.
Среди его личных вещей была найдена доска, на которой была надпись на латинском языке: 

«Homo Sum. Humani Nihil Me Alienum Puto». Перевод — «Я всего лишь человек и ничто человеческое мне не чуждо».
Смит-Пиготт умер в 1927 году. После этого он никогда не притязал на божественную сущность в течение всей жизни Мирзы Гулама Ахмада.

### Белый минарет

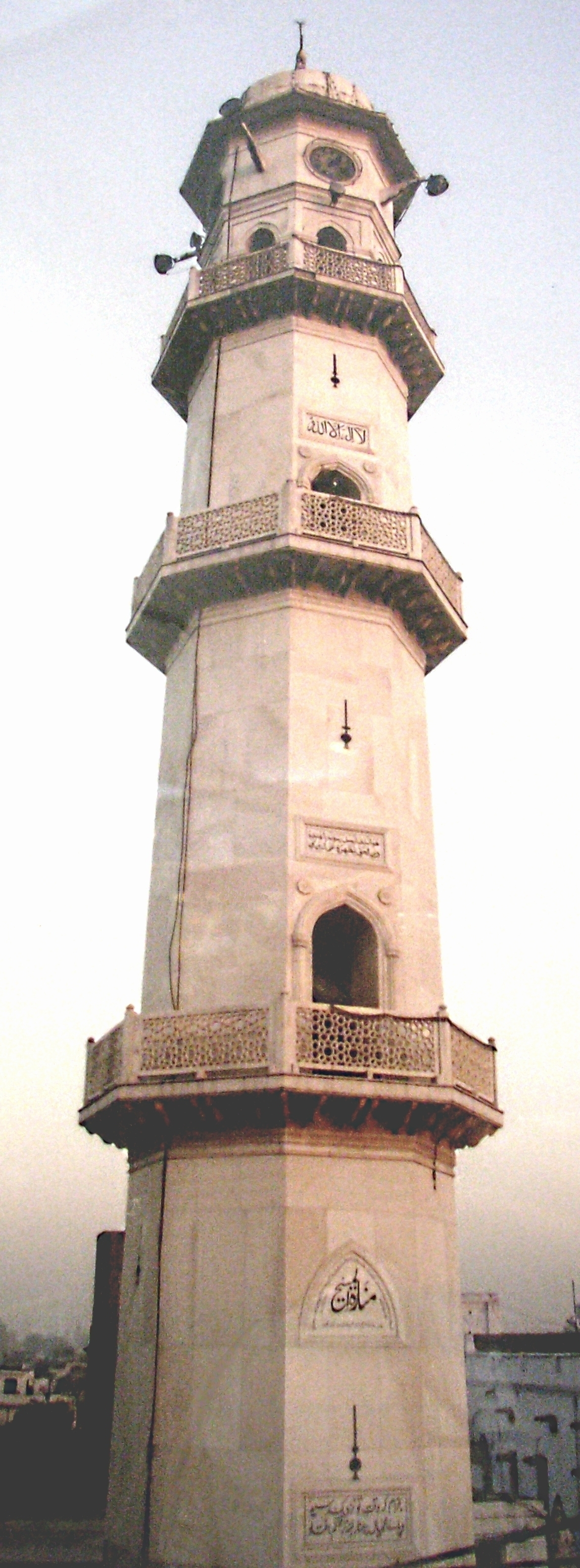
Белый минарет в Кадиане

Согласно исламской традиции, Иисус, после своего второго пришествия должен был спуститься на белый минарет или возле него к востоку от Дамаска или в восточной части Дамаска. Это спорный вопрос. Мирза Гулам Ахмад сказал, что это предание не обозначает наличие этого минарета в пределах восточной части Дамаска или его восточной стороны. Согласно его утверждению, это пророчество сбылось в Кадиане, в городе, расположенном к востоку от Дамаска. Он утверждал, что минарет имеет символическое значение и обозначает распространение света ислама. Он означает, что его весть широка, и она распространится повсюду. Он также означает превосходство ислама. Оно должно было быть величественным подобно минарету в эпоху Обетованного Мессии. Это пророчество указывает на эпоху просвещения, где будут многочисленные удобства для связи и транспорта. В эту эпоху будет легко передвигаться и проповедовать. Это пророчество было буквальным отражением того, что в средние века ислама минареты использовались в качестве эффективной коммуникации и призыва к молитве более широкой аудитории. Мирза Гулам Ахмад заявил о том, что Всевышний Аллах ниспослал ему следующее откровение: 

Шагайте вперёд. Наступило ваше время. Стопы последователей Мухаммада, мир и благословения Аллаха да пребывают с ним, будут твёрдо стоять на высокой башне. Святой Мухаммад, мир и благословения Аллаха да пребывают с ним, Избранник и Вождь всех пророков.
— Мирза Гулам Ахмад, «Тазкира», стр. 444.
	В 1903 году Мирза Гулам Ахмад заложил фундамент минарета в честь этого пророчества. По его словам, это представило бы как физические, так и духовные аспекты ислама с учётом часов и маяка, закреплёнными на его вершине для символизации света ислама, распространяемого далеко и широко. Таким образом, люди будут знать о времени, а муэдзин будет призывать к молитве пять раз в день. Это будет символизировать приглашение в ислам. Строительство этого минарета было завершено в 1916 году и с тех пор является символом и отличительным знаком Ахмадийята. В бахаи это пророчество считается исполненным Бахауллой.  Бахаулла в качестве изгнанника был доставлен из Адрианополя в Акку на корабле. Он был сведен с корабля возле городских ворот. Сии ворота именуются "Damashqi Gaie" (Врата, обращенные к Дамаску). Врата эти находятся вблизи от мечети города Акка, которая имеет белый минарет.Бахаулла  вошел в город Акку, которая имеет белый минарет.  Бахаулла вошел в город Акка именно через сии врата, обращенные к Дамаску и расположенные близ белого минарета.

### «Бахишти макбара» («Райское кладбище»)
Мирза Гулам Ахмад в своей брошюре «Аль-Вассийят» (Завещание) написал о том, что создал это кладбище под руководством божественного указа. Он заявил, что в духовном видении ему был показан участок земли под названием «Бахишти макбара», содержащий могилы таких членов его общины, которым суждено было находиться в раю. Для того чтобы исполнить это видение Мирза Гулам Ахмад выделил участок своей земли в Кадиане для захоронения тех членов его общины, которые могли выполнить условия, опубликованные им в его брошюре «Аль-Вассийят». Он писал:
- Первое условие состоит в том, чтобы каждый человек, желающий быть погребенным на этом кладбище, сделал по мере своих возможностей взносы для покрытия расходов по улучшению этой земли.
- Второе условие состоит в том, чтобы те, кто желает быть похороненным на этом кладбище, завещали одну десятую часть своего дохода и имущества для этой цели. Это пожертвование будет использовано общиной ради распространения ислама и учения Священного Корана. Здесь может быть похоронен каждый человек, обладающий идеальной и совершенной верой. Он должен завещать не меньше одной десятой части своего имущества.
- Третьим условием является то, что человек, желающий быть похороненным на этом кладбище, должен быть праведным и богобоязненным. Он должен сторониться всего запретного. Он не должен придавать сотоварищей Всевышнему Аллаху. Он должен быть искренним и правдивым мусульманином.

(«Аль-Вассийят», стр. 16-19). Со временем, кладбище в Кадиане расширилось, после разделения Индии, такое же кладбище было создано в Рабве (Пакистан). Это кладбище был основано под руководством Мирзы Башируддина Махмуда Ахмада — 2 Халифа Ахмадийской Мусульманской Общины. Кладбище в Рабве имеет более 10 тыс. могил.

### Последнее путешествие
В конце 1907 и в начале 1908 года, Мирза Гулам Ахмад заявил, что получил многочисленные откровения о скорой смерти. В апреле 1908 года он отправился в Лахор в сопровождении своей семьи и своих сподвижников. Здесь он прочитал несколько лекций. Он организовал собрание, на которое были приглашены высокопоставленные лица. На этом собрании он говорил около двух часов, разъясняя свои притязания и отвечая на возражения, выдвинутые в его адрес. Он говорил, каким образом, возможно, достичь примирения между индусами и мусульманами. В Лахоре за день до своей смерти, он закончил свою последнюю работу, которая называлась «Пайгамэ сулх» («Послание о примирении»).

### Смерть
20 мая Мирзе Гуламу Ахмаду явилось новое предупреждение Господа о приближении конца его жизни, после чего им овладела чрезвычайная физическая немощность. Врачи поставили ему диагноз: истощение и желудочная слабость. В 10 часов тридцать минут утра 26 мая 1908 года он дважды повторил слова «О мой дорогой Господь!» и скончался. Мирза Гулам Ахмад умер в Лахоре в доме доктора Сайида Мухаммад Хусейна (который также был его лечащим врачом). Его тело было доставлено в Кадиан, где он и был похоронен. За несколько лет до своей смерти Мирза Гулам Ахмад заявил, что получил несколько пророчеств, относящихся к его предстоящей смерти.

## Его брак и дети

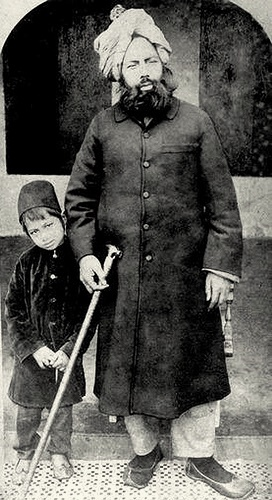
Мирза Гулам Ахмад с сыном, Мирза Шариф Ахмад

Мирза Гулам Ахмад был женат дважды. Его первая жена Хурмат Биби была дочерью двоюродного брата его отца. Позднее они были разделены и в течение длительного времени жили раздельно. Хурмат Биби не возражала, когда он женился во второй раз, и не желала разводиться с ним.

### Дети
От первой жены Хурмат Биби он имел двух сыновей:
1. Мирза Султан Ахмад (1853—1931), он принял Ахмадийят.
2. Мирза Фазаль Ахмад (1855—1904), умер в возрасте 49 лет и не принял Ахмадийят.

От второй жены Нусрат Джахан Бегам он имел 10 детей.
Пятеро его детей умерли ещё в детстве:
1. Исмат (1886—1891)
2. Башир (1887—1888)
3. Шаукат (1891—1892)
4. Мубарак (1899—1907)
5. Амтуль Насиир (1903—1903)

Пятеро детей прожили дольше:
1. Мирза Башируддин Махмуд Ахмад (1889—1965)
2. Мирза Башир Ахмад (1893—1963)
3. Мирза Шариф Ахмад (1895—1961)
4. Наваб Мубарака Бегам (1897—1977)
5. Наваб Сахиба Амтул Хафииз Бегам (1904—1987)